# الأسلحة النووية في ثقافة الشعوب

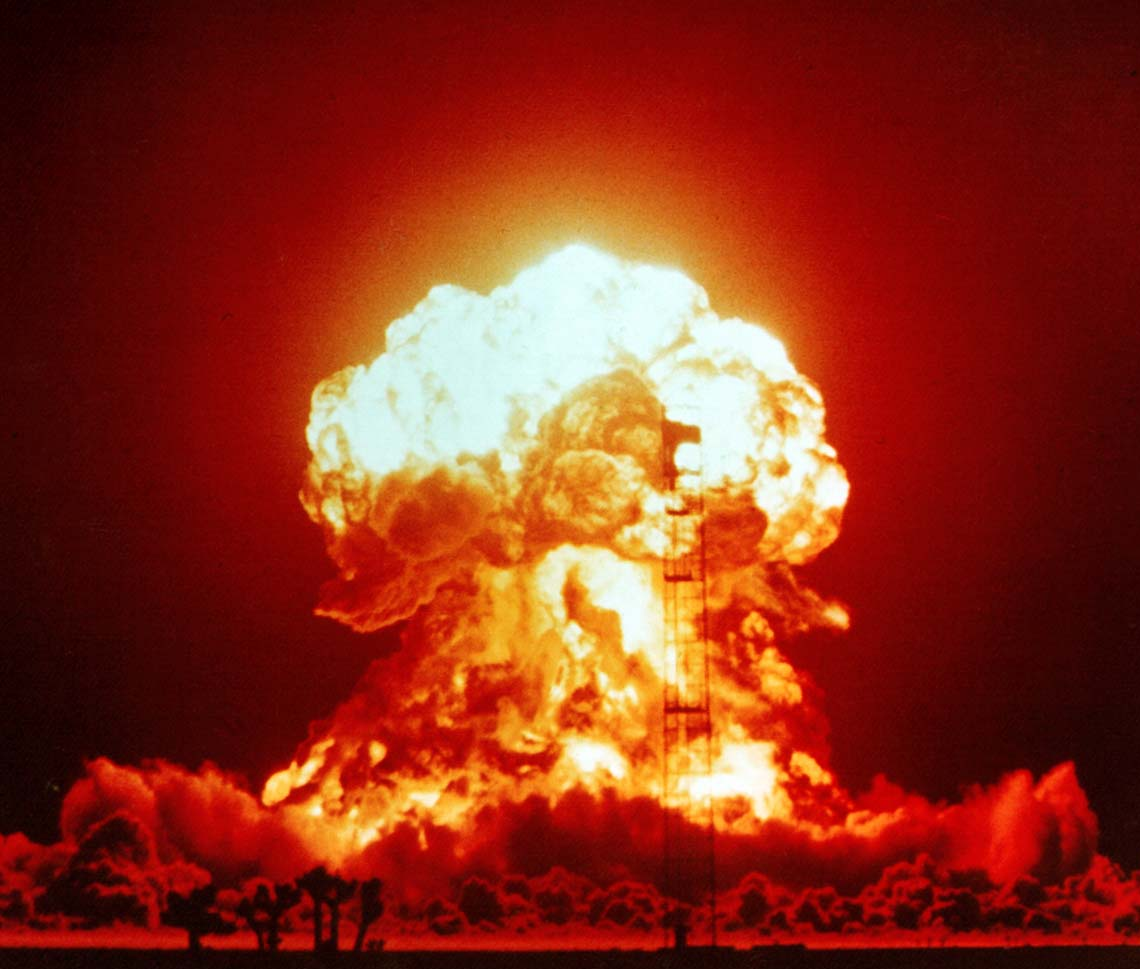
كرة نارية نووية تضيء الليل في اختبار نووي للولايات المتحدة.

رمز السلام المألوف حاليًا كان في الأصل رمزًا للأسلحة النووية

الأسلحة النووية في ثقافة الشعوب منذ ظهورها العلني في أغسطس 1945، كانت الأسلحة النووية وآثارها المحتملة فكرة متكررة في الثقافة الشعبية، إلى حد أن عقود الحرب الباردة غالباً ما يشار إليها باسم «العصر الذري».

## صور الأسلحة النووية
قصفت القنبلة الذرية لهيروشيما وناغازاكي بـ «العصر الذري»، وأصبحت الصور القاتمة للمدن التي تعرضت للقصف والتي تم إطلاقها بعد وقت قصير من نهاية الحرب العالمية الثانية رمزا لقوة الأسلحة الجديدة وتدميرها.
ركزت الصور الأولى التي تم إطلاقها عن انفجار نووي، الانفجار الذي وقع في اختبار ترينتي على كرة النار نفسها؛ الصور اللاحقة ستركز بشكل أساسي على سحابة الفطر التي تلت ذلك بعد أن بدأت الولايات المتحدة برنامجًا منتظمًا للتجارب النووية في أواخر الأربعينيات من القرن الماضي، واستمر حتى الخمسينيات (وتطابق مع الاتحاد السوفيتي)، كانت سحابة الفطر بمثابة رمز للأسلحة نفسها.
لم يتم نشر صور الأسلحة النووية نفسها على الملأ حتى عام 1960، وحتى تلك التي كانت مجرد صور لأسلحة «قنبلة فات مان» و «الولد الصغير (قنبلة)» التي تم إسقاطها على اليابان وليس الأسلحة الأكثر قوة التي تم تطويرها مؤخرًا.
الأسلحة النووية هي أيضا واحدة من الأهداف الرئيسية لمنظمات السلام. كانت حملة لنزع السلاح النووي واحدة من المنظمات الرئيسية التي تشن حملة ضد «القنبلة النووية».
عمومًا، كان تصميم الأسلحة النووية من أكثر الأسرار الخاضعة للحراسة عن كثب حتى بعد فترة طويلة من تطوير أسرار التصميم بصورة مستقلة، أو عن طريق سرقتها، من قبل جميع القوى الكبرى وعدد من الدول الأقل قوة. من الممكن عمومًا تتبع معرفة الولايات المتحدة بالتقدم الأجنبي في تكنولوجيا الأسلحة النووية من خلال قراءة وثيقة وزارة الطاقة الأمريكية المعنونة «قرارات رفع السرية عن البيانات المقيدة من 1946 حتى الوقت الحاضر» (على الرغم من أن بعض بيانات تصميم الأسلحة النووية أعيد تصنيفها بسبب ازدياد القلق من انتشار الأسلحة النووية إلى «عدد إن (رقم مجهول) من البلدان» في أواخر السبعينيات من القرن العشرين).
ولكن، كسر منشوران مثيران للجدل هذا الصمت بطرق جعلت الكثيرين في الولايات المتحدة ومجتمع الأسلحة النووية المتحالفة قلقين للغاية.
وصف المصمم السابق للأسلحة النووية ثيودور تايلور كيف يمكن للإرهابيين -دون استخدام أي معلومات سرية على الإطلاق- تصميم سلاح نووي انشطاري فعال إلى الصحفي جون ماكفي، الذي نشر هذه المعلومات في الكتاب الأكثر مبيعًا منحنى الطاقة الارتباطية في عام 1974.
في عام 1979، رفعت وزارة الطاقة الأمريكية دعوى قضائية لمنع نشر مقال لهاورد مورلاند في مجلة ذا بروغريسف يروي بالتفصيل معلومات التصميم المتعلقة بالأسلحة النووية الحرارية والنووية الانشطارية التي كان قادرًا على جمعها من محادثات مع مسؤولين في العديد من مصانع المقاولين المتعاقدين مع وزارة الطاقة والتي تنشط في تصنيع مكونات الأسلحة النووية. كشف راي كيدر -وهو مصمم أسلحة نووية كان يدلي بشهادته لمورلاند- عن العديد من مصادر المؤلفات المتاحة للعموم من أجل الحصول على المعلومات عن الأسلحة التي أعاد مورلاند ذكرها في مقاله، بينما أعد مؤرخ الطيران تشاك هانسن وثيقة مماثلة للسناتور الأمريكي تشارلز بيرسي. ربح مورلاند ومجلة ذا بروغريسف القضية، ونشر مورلاند كتابًا عن أبحاثه الصحفية للمقال، وللمحاكمة، وملحقًا تقنيًا في صورة كتاب سماه السر الذي انفجر «صوب» نشر فيه ما كان يعتقد أنها افتراضات خاطئة في مقالته الأصلية حول تصميم الأسلحة النووية الحرارية. إن المفاهيم الموجودة في كتاب مورلاند معترف بها على نطاق واسع في أوصاف الجمهور الشعبي للأعمال الداخلية للأسلحة النووية الحرارية.
خلال الخمسينيات من القرن العشرين، طورت العديد من الدول برامج كبيرة للدفاع المدني مصممة لمساعدة السكان في حالة الحرب النووية. شملت هذه التدريبات بوجه عام تدريبات للإخلاء إلى الملاجئ ضد النووية، وروج لهذه الملاجئ من خلال وسائل الإعلام الشعبية مثل الفيلم الأمريكي، دك أند كوفر. هذه التدريبات، مع صورها للشوارع الفارغة بصورة مخيفة ولأشخاص يختبئون من قنبلة نووية تحت مقاعد غرف الدراسة، هذه الصور ستصبح فيما بعد رمزًا للمصير المشترك الذي لا مفر منه على ما يبدو والذي خلقته هذه الأسلحة. قام العديد من الأميركيين -على الأقل من بين الطبقات الأكثر ثراءً- ببناء ملاجئ ضد نووية في فنائهم الخلفي، ما يوفر القليل من الحماية من ضربة مباشرة، ويقي من آثار رياح التهاطل النووي، لبضعة أيام أو أسابيع. (قامت سويسرا، التي لم تمتلك أبدًا أسلحة نووية على الرغم من أنه كان لديها التطور التكنولوجي لتطويرها قبل فترة طويلة من باكستان أو كوريا الشمالية، ببناء ملاجئ نووية من شأنها أن تحمي معظم سكانها من حرب نووية).
بعد تطوير القنابل الهيدروجينية في الخمسينيات من القرن العشرين، ولا سيما بعد حادث اختبار قلعة برافو الضخم المنشور على نطاق واسع من قبل الولايات المتحدة في عام 1954، والذي نشر التهاطل النووي عبر مساحة كبيرة وأسفر عن مقتل صياد ياباني واحد على الأقل، واستعيض عن فكرة الحرب النووية «المحدودة» أو «الممكن النجاة منها» بصورة متزايدة بالإدراك أن الحرب النووية تعني النهاية الفورية المحتملة لجميع الحضارات: في الواقع، كانت الاستراتيجية الصريحة للقوى النووية تسمى الدمار المتبادل المؤكد. أصبحت الأسلحة النووية مترادفة مع نهاية العالم، ويسمع صداها كرمز للدمار من خلال ثقافة الأمم التي تتمتع بحرية الصحافة. صورت العديد من الروايات الشعبية -مثل الويل يا بابل وعلى الشاطئ- آثار الحرب النووية. بحثت العديد من روايات الخيال العلمي، مثل أنشودة لليبوفيتش، النتائج طويلة المدى. يصور فيلم ستانلي كوبريك دكتور سترينجلوف أو: كيف تعلمت التوقف عن القلق وحب القنبلة الأحداث بشكل ساخر والأفكار التي يمكن أن تبدأ حرباً نووية.
الأسلحة النووية هي أيضا واحدة من الأهداف الرئيسة لمنظمات السلام. كانت سي إن دي (حملة نزع السلاح النووي) واحدة من المنظمات الرئيسية التي تشن حملة ضد «القنبلة». اسم المنظمة هو مجموعة من الرموز التي تشير إلى معنى معين إذ يشير حرف «إن» إلى (النووية) و«دي» إلى (نزع السلاح)، ودخل اسمها الثقافة الشعبية الحديثة كرمز للسلام.

## في الفن
ألهمت القوة والمؤثرات البصرية للأسلحة الذرية العديد من الفنانين. بعض الأمثلة البارزة تشمل:
- جهود جيمس أكورد لاستخدام اليورانيوم في منحوتاته.
- لوحة تشيلسي بونستيل القنبلة الهيدروجينية تضرب نيويورك السفلى.
- نماذج من جريجوري جرين مشابهة للأجهزة الذرية.
- منحوتة توني برايس ضد الأسلحة النووية.
- لوحة جيمس روزنكويست إف-111 (1964-1965).
- نماذج جيم سانبورن مشابهة للأجهزة الذرية والتجارب التاريخية.
- المشاهد بعد النووي ليوجين فون بروينشينهين.
- طباعة الشاشة الحريرية للقنبلة الذرية لآندي وارهول (1965).
- فيلم ساندرا لاير بعرض 16 ملم عرافة اليورانيوم (1987).

## في الكوميديا
- كتب الممثل الكوميدي والكاتب الغنائي توم لهرر عددًا من الأغاني الفكاهية المشهورة المتعلقة بالأسلحة النووية. أغنيته من التالي؟ تناولت مسألة انتشار الأسلحة النووية، ودونت حيازة الدول المختلفة للأسلحة النووية، ثم وضعت نظرية «من التالي»، بحيث تصبح لوكسمبورغ وموناكو وألاباما قوى نووية، في حين نظرت أغنية سنذهب جميعًا عندما نذهب إلى الجانب الأكثر إشراقًا من المحرقة النووية (لا يتعين عليك الحداد على وفاة الآخرين، لأنه «إذا قتلت القنبلة التي تسقط عليك وعلى أصدقائك وجيرانك أيضًا، فلن يبقى أحد ليحزن»). تفترض الأغنية أن الكوكب بأسره سوف يُمسح على الفور بالنار النووية، وتتجاوز الفكرة الأكثر سوداوية للتسمم الإشعاعي. قدم لهرر أغنية ثالثة «وداعًا أمي» (أغنية من الحرب العالمية الثالثة)»، وقُدم الأغنية الآن لأنه «إذا كانت أي أغنية ستنتج عن الحرب العالمية الثالثة، فمن الأفضل أن نبدأ بكتابتها الآن» وتحكي حكاية جندي شاب يسير نحو الحرب النووية، ووعد والدته بأنه «على الرغم من أنني أتجول دون سبب، فإنني سأعود إلى منزلي / على الرغم من أنه قد يكون أصبح كومة من الحطام»، وسخرت الأغنية أيضًا من المدة القصيرة للغاية على الأرجح لحرب نووية كبيرة («وسأبحث عنك عندما تنتهي الحرب / بعد ساعة ونصف من الآن!»).
- قدم ويرد أل يانكوفيك أيضًا نظرة مرحة عن الإبادة النووية في أغنيته «عيد الميلاد في نقطة الصفر» التي تصف «عطلة جولي تحت سحابة عيش الغراب النووية».

## الرموز
تم الرمز للطاقة النووية برمز "N" و "D" لنزع السلاح النووي، ودخلت هذة الرموز الثقافة الشعبية الحديثة كرمز للسلام.